# Chełmské vojvodství
Chełmské vojvodství (polsky województwo chełmskie) byl správní celek v Polské lidové republice a v Polsku, který existoval v letech 1975–1998. Jeho centrem byl Chełm. Vojvodství mělo rozlohu 3 866 km². Rozkládalo se na východě Polska a sousedilo s Bialskopodlaským, Lublinským a Zamojským vojvodstvím.
Vzniklo dne 1. června 1975 na základě správní reformy. Zrušeno bylo k 31. prosinci 1998 během další správní reformy. Území Bydhošťského vojvodství bylo tehdy zahrnuto do nového Lublinského vojvodství.

## Města
Počet obyvatel k 31. 12. 1998
- Chełm – 70 654
- Krasnystaw – 20 718
- Włodawa – 14 733
- Rejowiec Fabryczny – 4 600